# أنغكور

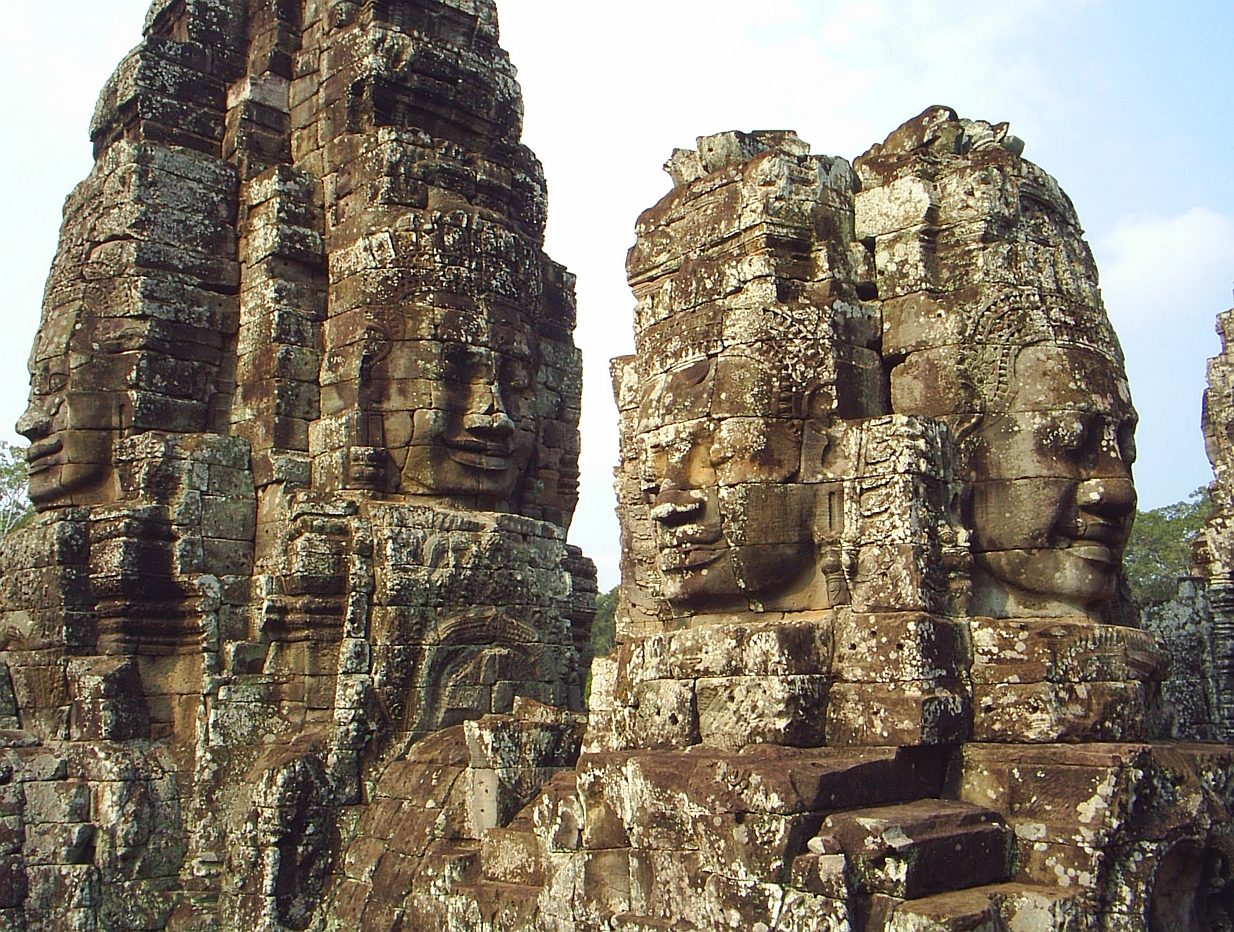
معبد البايون في أنغكور

أنغكور (بالإنجليزية: Angkor)‏ هي مدينة تقع في أعماق غابات شمال كمبوديا، يعود تاريخ بنائها إلى آلاف السنين خلال حكم الخمير، وهم شعب قديم في منطقة جنوب شرق آسيا، كان حكامه من الهندوس الذين يعبدون كآلهة، استطاعوا في القرن السادس الميلادي الاستيلاء على مملكتي فونان وشتلا الهندوسيتين ثم قاموا بتأسيس إمبراطورية هندوسية واسعة، شملت مساحات واسعة من الأراضي التايلندية إلى جانب جميع أنحاء كمبوديا.
ازدهرت إمبراطورية الخمير لمدة 600 عام، من القرن التاسع وحتى القرن الخامس عشر، أنتجوا حضارة مميزة تطورت بوضوح في مدينة أنغكور التي اتخذوا منها عاصمة ومقرا لأمبراطوريتهم الواسعة، التي تعد من أشهر المواقع التاريخية في العالم، لما تتميز به من معابد غاية في الإبداع والتصميم المعماري، وتماثيلها، وبحيراتها الشاسعة، ومساحتها الكبيرة التي تمتد إلى أكثر من 400 كيلومتر مربع، لذا تعد أكبر موقع أثري في العالم.
شيد حكام الخمير في مدينة أنغكور خلال تعاقب فترات حكمهم أكثر من ألف معبد ونظام معقد للري، من أشهر تلك المعابد معبد (أنغكور وات) الشهير، الذي شيده الملك سيرفان الثاني على شكل مستطيل، طوله أكثر من 850 متر، وعرضه 100 متر تقريبا. يتميز بفناءه الشاسع الذي تتوسطه خمسة أبراج على شكل زهرات اللوتس، كما تزين أروقته وساحاته تماثيل وتصاميم منحوتة تحكي أساطير ومعتقدات الخمير.
ومن المعابد المتميز بالمدينة معبد (بايون) في أنغكور ثوم الذي شيده الملك جيا فارمان السابع، لما يوجد به من أحجار صخرية ضخمة منحوتة على شكل رؤوس بشرية، تمثل في الأصل شكل وجه الملك جيا فارمان.

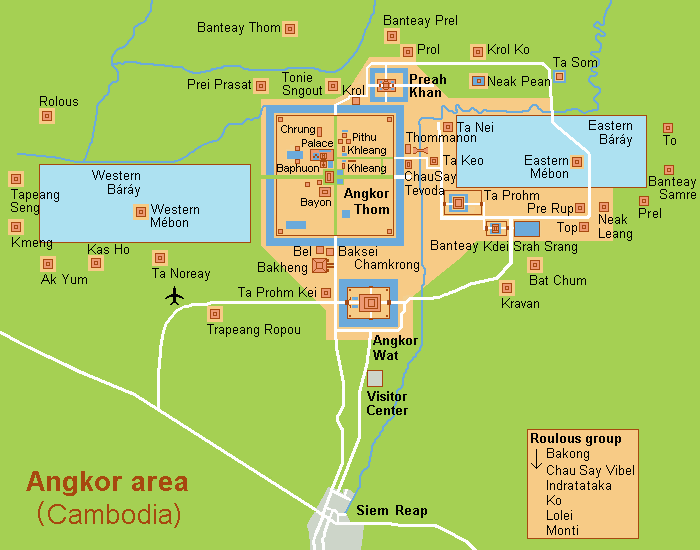
خريطة توضح مدينة أنغكور

عام 1369 بدأت تايلاند البلد المجاور لكمبوديا في شن هجمات متتالية على المدينة، إلى أن نجحوا عام 1444 في القضاء على حكم الخمير، كما نهبوا الكثير من ثروات المدينة ثم تركوها، فهجر السكان المدينة، وظلت مهجورة مغمورة بين أشجار الغابات، معرضة للخطر جراء عمليات سلب ونهب الكنوز الموجودة بها إلى أن اكتشف وجودها عالم التاريخ الفرنسي هنري ماهوت عام 1860, ووجه أنظار العالم، إلى ما بها من كنوز تاريخية يجب المحافظة عليها، فأسندت السلطات الكمبودية عام 1908 مهمة حماية المنطقة إلى هيئة رسمية تتولى الدولة الإشراف الكامل عليها، في ظل ظروف عدم الاستقرار، والحروب الاهلية، والثورات التي اندلعت في المنطقة منذ عام 1970, وتعذر على الهيئة ممارسة عملها فتعرضت المدينة مجددا للإإهمال والنهب، وراح اللصوص ينقلون ما بها من تماثيل لبيعها خارج الأراضي الكمبودية.
في عام 1992 أدرجت منظمة اليونسكو المدينة في قائمة التراث العالمي، كما تم وضعها على قائمة أكثر الأماكن التاريخية المعرضة للخطر جراء عمليات سرقة كنوزها، تقدمت العديد من الدول الصناعية الكبرى وعلى رأسها اليابان، بمشاريع ومبادرات تهدف إلى المحافظة على تراث هذه المدينة الأثرية.

## روابط خارجية
- الفن الخميري من الموسوعة العربية
- فيلم قصير بالعربيه عن انغكور على يوتيوب